# تطور قافز
يعد مصطلح التطور بالقفزات (بالإنجليزية: saltation)‏ في البيولوجيا تعبيراً عن التحول المفاجئ من جيل إلى الجيل الذي يليه، ويكون هذا التحول كبيراً أو ضخماً مقارنة بالتغيرات التي تجري عادة للكائن الحي/ ويستعمل هذا المصطلح لوصف التغيرات غير التدريجية وبالأخص لتشكل نوع جديد بطريقة لا تتسق مع أو تخالف نظرية التطور المعاصرة

## تاريخياً
قبل قدوم دارون كان معظم العلماء يعتقدون بالتطور عبر القفزات بين الأنواع. ، يعتبر لامارك (بالإنجليزية: Jean-Baptiste Lamarck)‏ من مؤيدي التطور التدريجي ومثل كثير من العلماء في عصره كتب عن إمكانية حدوث التطور بالقفزات بين الأنواع، وقد تبنى مبدأ التطور بالقفزات جيفري سان (بالإنجليزية: Étienne Geoffroy Saint-Hilaire)‏ باعتبار أن أمساخاً monstrosities قد تصبح مصدراً لأنوع جديدة من الكائنات عبر الانتقال المباشر بين الأنواع دون تدرج وبذلك يتم تبرير غياب الأشكال الوسطى بين الأنواع في سجل الأحافير ،  وكتب جيفري أن الظروف البيئية قد تدفع لحدوث تغيير مفاجئ ينقل نوع إلى نوع آخر جديد.</ref> وفي عام 1864 أعاد ألبرت كوليكر (بالإنجليزية: Albert von Kölliker)‏ إحياء نظرية جيفري بأن التطور كان يسير عبر قفزات كبيرة واستعمل مصطلح نشوء الحياة غير المتسق heterogenesis .</ref>